# Бреансон
Бреансон (фр. Bréançon) — муниципалитет во Франции, в регионе Иль-де-Франс, департамент Валь-д'Уаз. Население — 332 человека (1999).
Муниципалитет расположен на расстоянии около 40 км северо-западнее Парижа, 13 км севернее Сержи.

## Демография
Динамика населения (Cassini и INSEE):